# Hippomedon terex
Hippomedon terex är en kräftdjursart. Hippomedon terex ingår i släktet Hippomedon och familjen Lysianassidae. Inga underarter finns listade i Catalogue of Life.